# 2018년 미국 상원의원 선거
2018년 미국 상원의원 선거는 전체 100석의 미국 상원 의원 중 6년 임기가 만료되어 새로 선출하는 33석(전체의 1/3)과 임기가 끝나지 않은 채 궐위 상태가 된 2석을 합쳐 총 35석의 의원을 선출하기 위해 2018년 11월 6일에 실시되었다. 이 선거는 도널드 트럼프 대통령의 중간평가 성격을 띄는 중간선거로 하원의원 선거, 주지사 선거와 동시에 치러졌다. 선거 결과 공화당이 상원 다수당을 유지하였다.
미시시피주 보궐선거에서 과반을 득표한 후보가 나오지 않았고, 과반 득표자가 없을 경우 1, 2위 후보 간에 결선투표를 치르도록 한 주 법률에 따라 11월 27일 결선투표가 진행되었으며, 여기서 공화당 후보가 승리함에 따라 공화당은 의석이 2석 증가했고, 민주당은 2석 감소했다.

## 같이 보기
- 2018년 미국 하원의원 선거